# But Daddy I Love Him
«But Daddy I Love Him» — песня американской певицы и автора-исполнителя Тейлор Свифт. Она была выпущена 19 апреля 2024 года на лейбле Republic Records в качестве шестого трека её одиннадцатого студийного альбома The Tortured Poets Department (2024). Песня была написана Свифт и Аароном Десснером, который выступил сопродюсером трека вместе с Джеком Антоноффом.
Свифт впервые исполнила песню на концерте The Eras Tour 9 мая 2024 года в Нантере (Париж, Франция).

## Предыстория
Свифт анонсировала The Tortured Poets Department 4 февраля 2024 года на 66-й ежегодной церемонии вручения премии «Грэмми» во время своей речи в номинации «Лучший поп-вокальный альбом». Вскоре после анонса обложка альбома была опубликована на её профиле в Instagram. На сайте Свифт также появилась возможность предзаказа альбома на виниле, CD, кассете и в цифровом формате. Песня «But Daddy I Love Him» появилась в альбоме в качестве шестого трека.

## Композиция
Продолжительность песни «But Daddy I Love Him» составляет 5 минут 40 секунд. Это электронная и фолк-рок баллада с элементами кантри и рока. В куплетах звучат гитары с медиатором-плектром типа фингерпик, а припев динамичен и описан Джейсоном Липшутцем из Billboard как «большой, открытый», напоминающий «ранние кантри-поп-гимны» Свифт. Мескин Фекаду из The Hollywood Reporter отметил, что трек «легко мог бы вписаться» в альбомы Свифт Fearless (2008) или Speak Now (2010). Алексис Петридис из The Guardian отметил, что в миксе есть едва уловимые скрипки. Лирически песня посвящена недоброжелателям, критикующим личную жизнь Свифт. Название песни — это цитата из мультфильма «Русалочка» 1989 года; главная героиня Ариэль произносит эту фразу в ответ на неодобрение её отца-человека принца Эрика.
Лирика может быть истолкована как ответ Свифт на критику, полученную за её предыдущий роман, в котором она отвергает идею поиска одобрения у публики и следует своим внутренним чувствам. Трек рассматривается, как зрелая сестра «Love Story» из Fearless (2009), в которой Свифт поёт о своём отце, возражающем против отношений. В песне «But Daddy I Love Him» критики привлекают многих обличителей, разочарованных её любовным интересом. Начальный куплет, содержащий строку «Я только что узнала, что эти люди растят тебя только для того, чтобы посадить в клетку», создаёт напряжение между Свифт и окружающими. Эта строка также перекликается с предыдущим треком Свифт «This Is Me Trying», где она поёт: «Они сказали мне, что все мои клетки были психическими». Бридж песни повторяет центральную тему того, как другие считают, что их намерения отвечают интересам Свифт.
Бридж и вся песня в целом могут быть истолкованы как послание публике и поклонникам, чтобы они подумали, стоит ли встречаться с мужчиной, который является для неё отдельной сущностью, чтобы изменить их мнение о ней, через текст: «Я скажу вам кое-что о моём добром имени, оно только моё, чтобы опозорить его». Строки «Нет, я не приду в себя» и «Я знаю, что он сумасшедший, но он тот, кого я хочу» утверждают её прерогативу делать выбор, несмотря на негативные суждения других и её собственные. Она также обращается к критикам со словами: «Не угождайте всем этим гадюкам, одетым в одежды эмпатов… Боже, храни самых осуждающих гадов, которые говорят, что хотят для меня лучшего». Она предполагает, что её критики изменят свою позицию и не будут приветствоваться с текстом «Время, разве оно не даёт некоторую перспективу / И нет, ты не можешь прийти на свадьбу».

## Отзывы
В рецензии на родительский альбом Хелен Браун из The Independent написала: «Сила, с которой [Свифт] исполняет „But Daddy I Love Him“, захватывает, поскольку она отбрасывает несколько кантри-тропов, чтобы наброситься на интернет-троллей». Саманта Олсон из Cosmopolitan поставила песню на пятое место в рейтинге пяти лучших песен с альбома. Линдси Золадз из The New York Times относит эту песню к «проекту, в котором она по-прежнему сосредоточена на своём внутреннем мире», описывая её как «неожиданно ядовитый» трек о «винных мамашах» и «Сарах и Ханнах в их воскресных костюмах», которые цокают языками по поводу решений нашего рассказчика о свиданиях.

## Участники записи
По данным Tidal.
- Тейлор Свифт — вокал, продюсер
- Джек Антонофф — программирование, виолончель, синтезатор, бас, электрогитара, акустическая гитара, фоновый вокал, меллотрон
- Аарон Десснер — продюсер, акустическая гитара
- Сербан Генеа — микширование
- Брайс Бордоне — инженер по микшированию
- Лаура Сиск — инженер звукозаписи
- Оли Джейкобс — инженер звукозаписи
- Джон Шер — ассистент инженера звукозаписи
- Джек Мэннинг — ассистент инженера звукозаписи
- Шон Хатчинсон — ударные
- Майкл Риддлбергер — инженер звукозаписи
- Майки Фридом Харт — синтезатор
- Дэвид Харт — инженер звукозаписи
- Эван Смит — синтезатор
- Зем Ауду — синтезатор
- Джонатан Лоу — инженер звукозаписи
- Белла Бласко — инженер звукозаписи
- Бобби Хоук — струнные
- Рэнди Меррилл — мастеринг

## Чарты
| Чарт (2024)                                 | Высшая позиция |
| ------------------------------------------- | -------------- |
| Австралия (ARIA)                            | 7              |
| Великобритания (UK Singles Downloads Chart) | 71             |
| Великобритания (UK Streaming Chart, OCC)    | 11             |
| Канада (Billboard Canadian Hot 100)         | 7              |
| Испания (PROMUSICAE)                        | 61             |
| Литва (AGATA)                               | 56             |
| Мир (Billboard Global 200)                  | 7              |
| Новая Зеландия (Recorded Music NZ)          | 8              |
| Республика Корея (Download, Circle)         | 167            |
| Словакия (Singles Digitál Top 100)          | 49             |
| США (Billboard Hot 100) ·                   | 7              |
| Швеция (Sverigetopplistan)                  | 29             |